# Cuphea
Cuphea là một chi thực vật có hoa trong họ Lythraceae.

## Hình ảnh

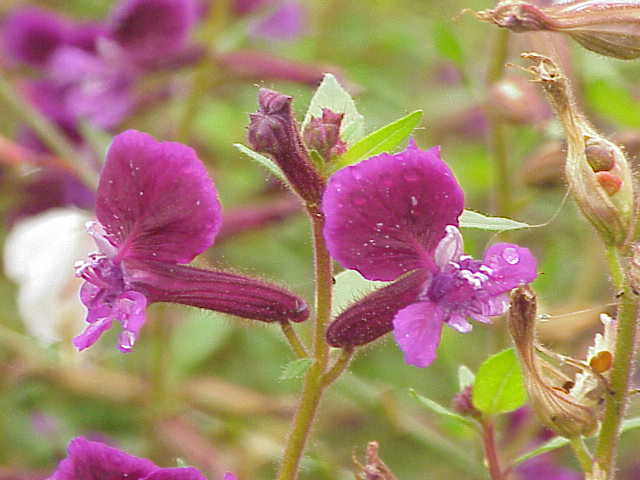
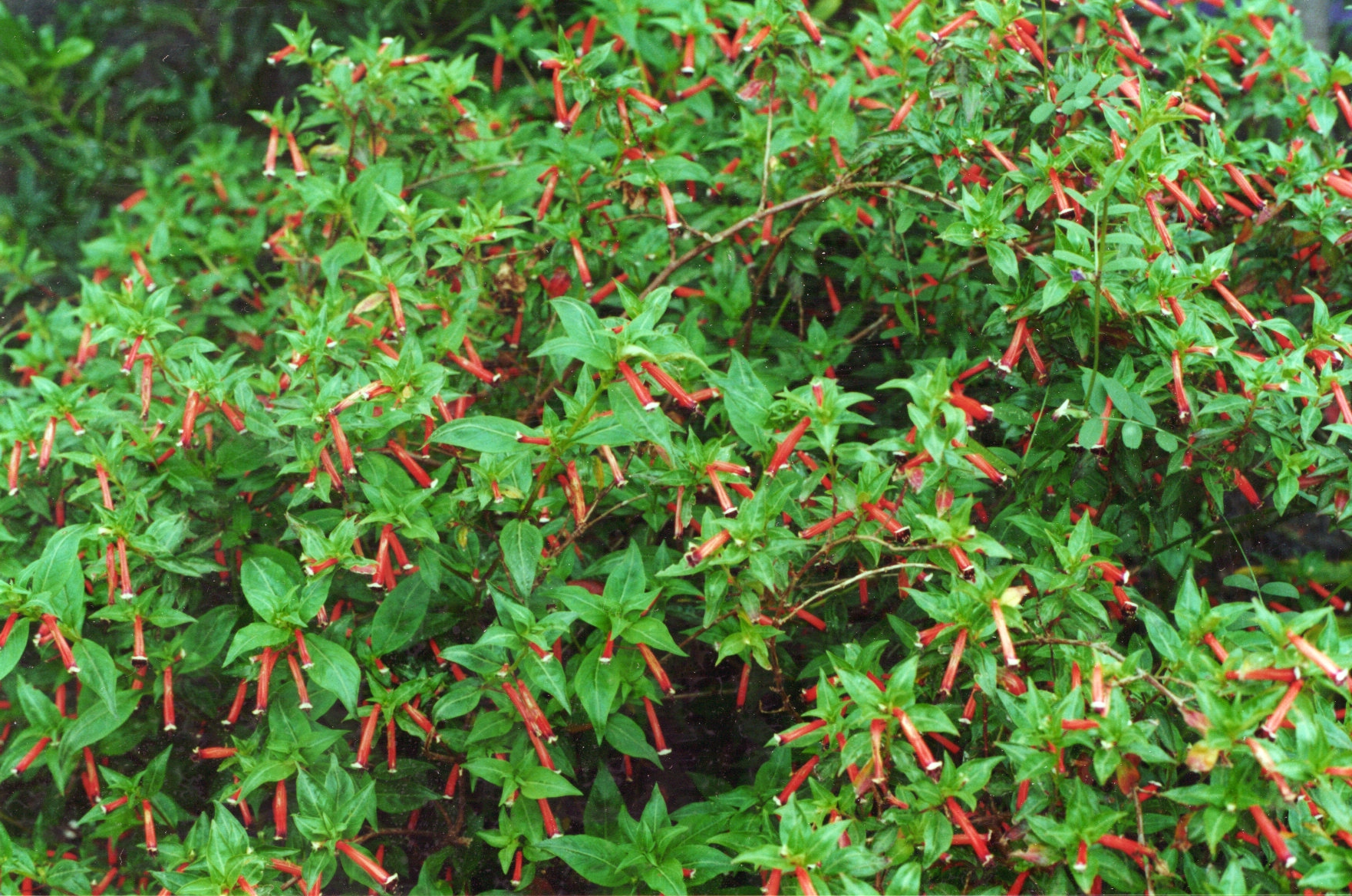
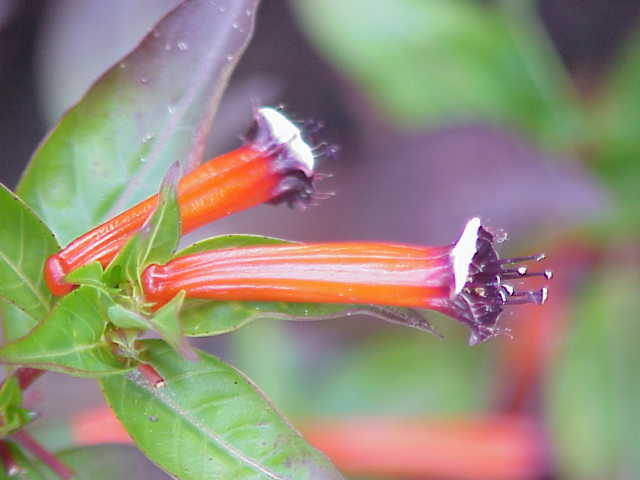

## Loài
Chi này gồm các loài: